# Dalimilova rozhledna
Dalimilova rozhledna stojí na vrchu Větrov nedaleko osady Velké Vrbno, která je součástí Starého Města pod Sněžníkem. Kamenná stavba je replikou historické rozhledny, která stála na Králickém Sněžníku.

## Historie

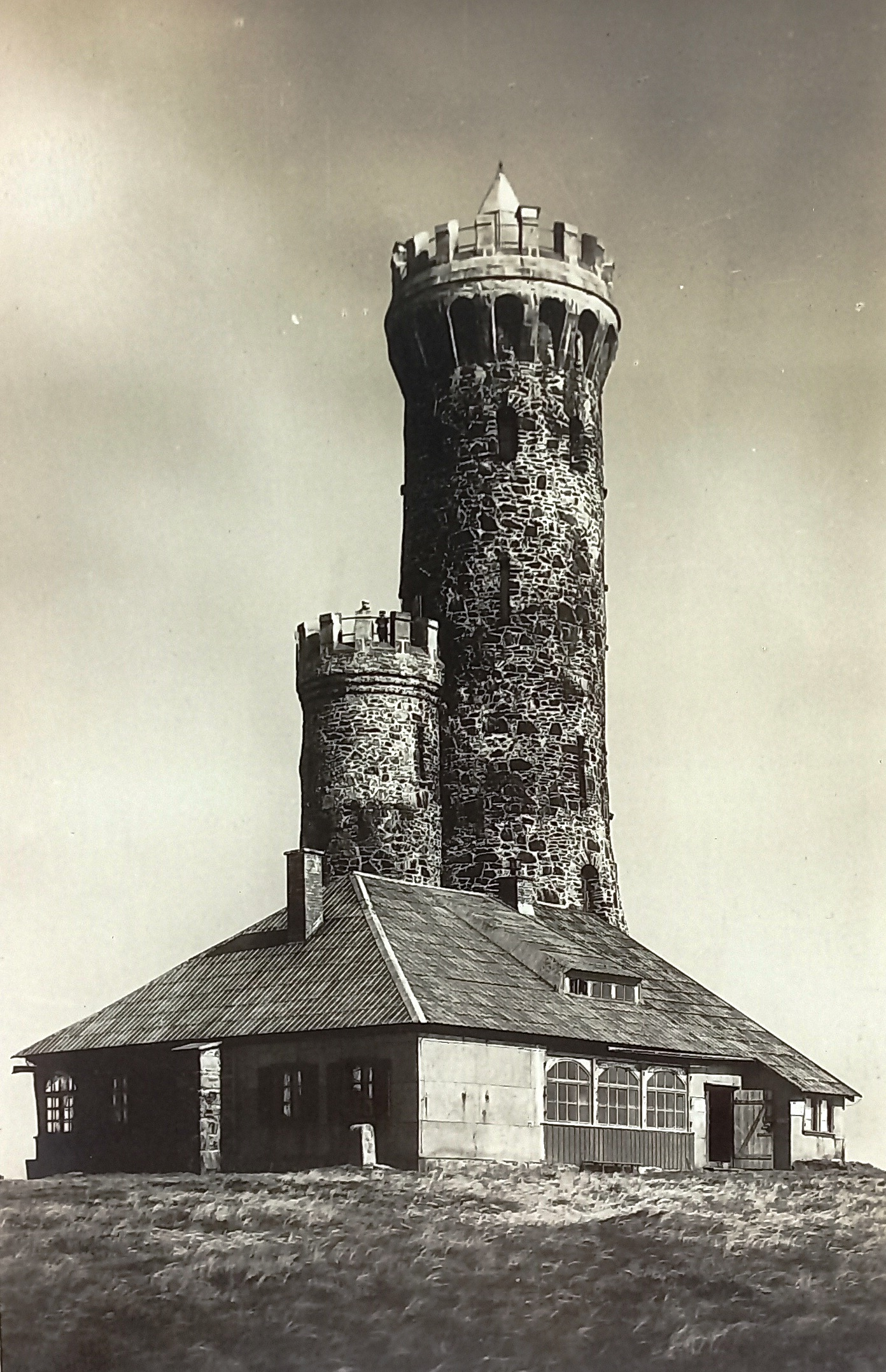
Rozhledna na Králickém Sněžníku (kolem roku 1935)

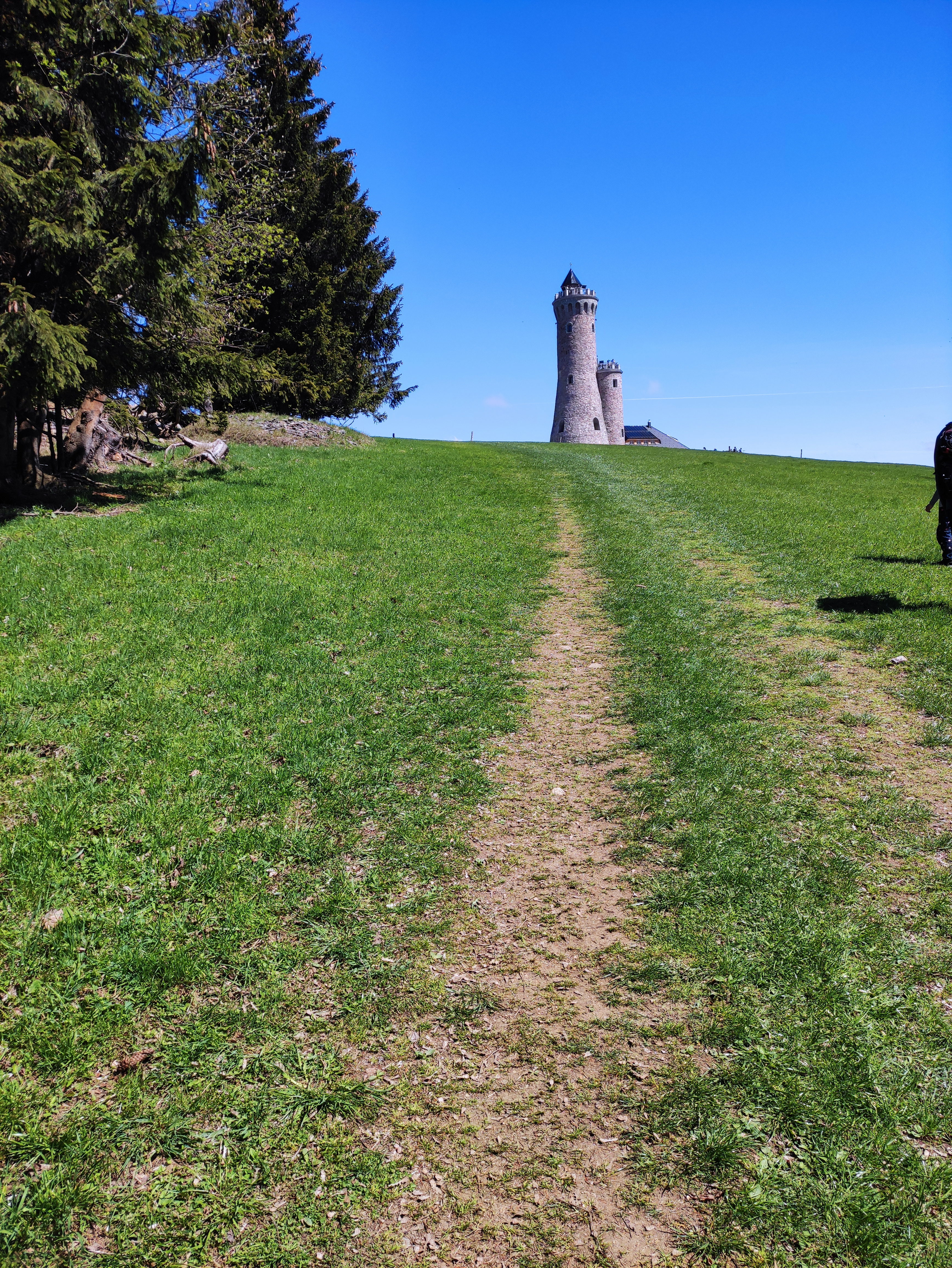
Dalimilova rozhledna

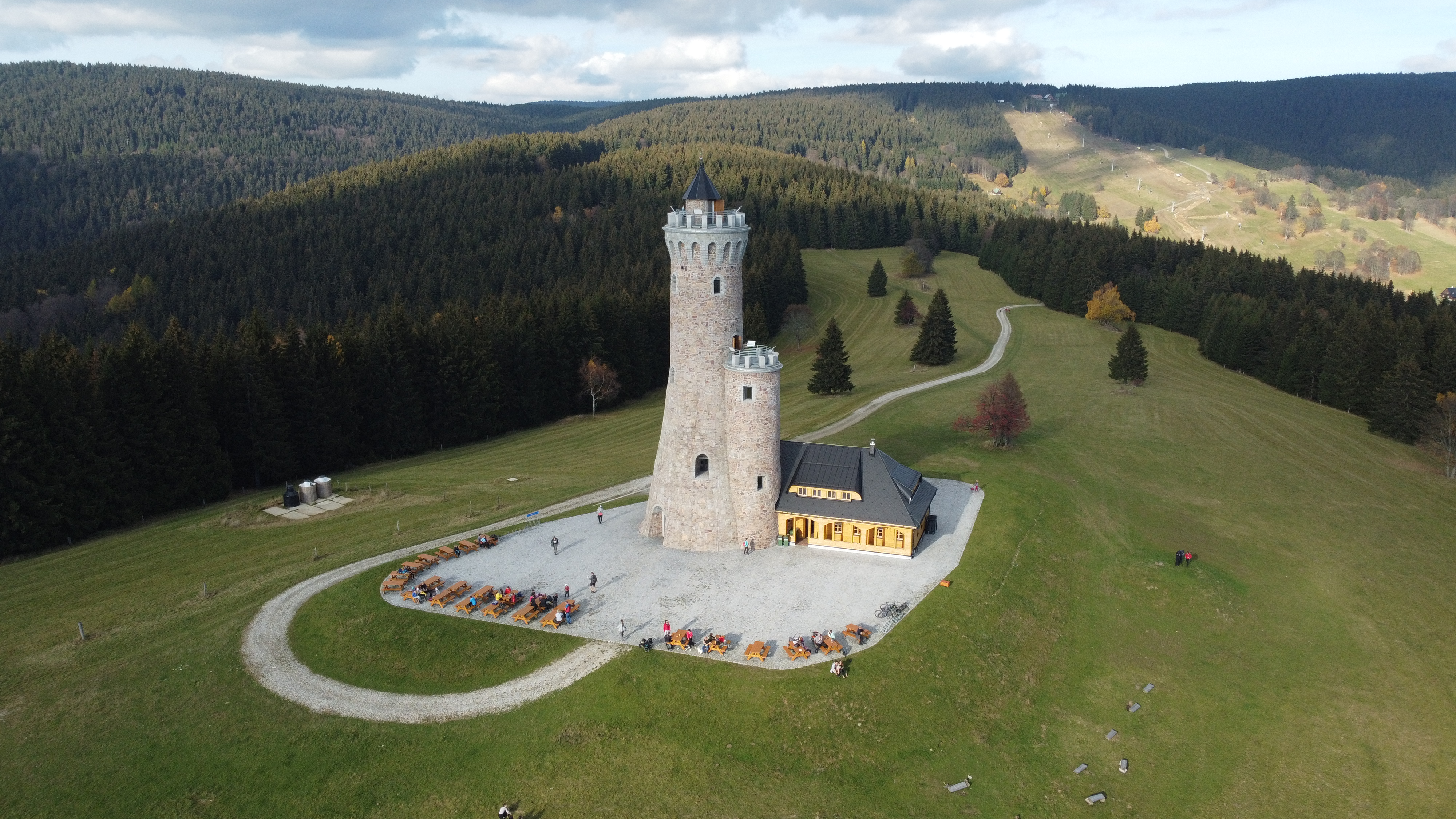
Dalimilova rozhledna pohledem z dronu

Rozhledna na vrcholu Sněžníku byla postavena v roce 1899 z iniciativy Kladského horského spolku na památku pruského císaře  Viléma I. Návrh vypracoval vratislavský architekt Franz Henry.  Měla dvě nestejně vysoké válcové věže zakončené cimbuřím. V rozhledně se nacházela pamětní hala císaře Viléma, zdobily ji znaky města Vratislav a měst kladského hrabství a busta německého císaře, která byla 1,23 metru vysoká. Na úpatí věže  byla vybudována dřevěná horská chata s verandou. V roce 1948 byla rozhledna opravena, ale během následujících let postupně chátrala a v roce 1973 bylo rozhodnuto o její demolici.
V letech 2019–2021 byla na vrchu Větrov nad Starým Městem pod Sněžníkem postavena  replika zaniklé rozhledny. Nechal ji postavit místní podnikatel JUDr. Dalimil Mika jako vzpomínku na bývalý symbol regionu a nová stavba po něm dostala své jméno. Slavnostní otevření Dalimilovy rozhledny se konalo 9. července 2021, tedy na den přesně po 122 letech od otevření bývalé rozhledny na Králickém Sněžníku.  Stavbu navrhl Ateliér A Jiřího Tomečka z Olomouce  s využitím  dostupných historických dokumentů a fotografií.
V březnu 2022 zvítězila stavba ve veřejné anketě Klubu přátel rozhleden "Rozhledna roku 2021".

## Popis
Rozhlednu z litého betonu a kamene tvoří dvě různě vysoké válcovité věže, které k sobě těsně přiléhají. Vyšší věž má vyhlídkovou plošinu ve výšce 28 m  zakončenou cimbuřím. Uprostřed plošiny je kruhový přístavek s kuželovou stříškou (výstup ze schodiště), takže celková výška věže činí 33 m. V úpatí věže je hlavní vstup na rozhlednu. Na vrchol vede  168 schodů. Nižší věž má vyhlídku ve  výši 17 m. Vstup je zpoplatněn.
K objektu je přistavěna velká dřevem obložená budova ve stylu horské chalupy s šikmou střechou. Jsou v ní občerstvovací, obchodní a ubytovací prostory.
Celý komplex je vybudován na zatravněném vrchu kopce Větrov v nadmořské výšce 918 m, odkud je výhled na nedalekou chatu Paprsek, masiv Králického Sněžníku, hřebeny Rychlebských  hor a Hrubého Jeseníku a okolí Starého Města. 
Přístup je pouze pěšky: ze Starého Města (5,1 km),  z chaty Paprsek (2,1 km) nebo z osady Velké Vrbno (1,6 km), kde je také nejbližší parkoviště pro motorová vozidla. 